# Волконская, Аграфена Петровна
Княгиня Аграфе́на Петро́вна Волко́нская, урождённая Бестужева-Рюмина (ум. 1732) — статс-дама императрицы Екатерины I, участница нескольких громких придворных интриг. Жена князя Никиты Фёдоровича Волконского.

## Биография
Аграфена Петровна Бестужева родилась в семье Петра Михайловича Бестужева-Рюмина и Евдокии Ивановны, урождённой Талызиной. Имела двух братьев Михаила (1688—1760) и Алексея (1693—1768), которые впоследствии стали крупными государственными деятелями. Получила блестящее образование, знала несколько иностранных языков. В молодые годы находилась при дворе курляндской герцогини Анны Иоанновны. Позднее — гофдама и статс-дама императрицы Екатерины I.
Княгиня Аграфена Петровна, разлучённая с детьми, которые находились у дедушки в Митаве, жила очень скромно в Петербурге на Адмиралтейском острове, в доме с тремя комнатами, который она купила в 1726 году у камер-юнкера императрицы, А. П. Древника. Отец, Пётр Михайлович Бестужев, постоянно просил её купить другой дом, указывая на неприличие для гофдамы жить так бедно, но княгиня отклоняла это требование. Муж, князь Волконский, был постоянно в отлучке — то в Москве, то в Митаве. Она распоряжалась всем хозяйством сама и посылала ему доходы. Женщина умная и честолюбивая, княгиня Аграфена Петровна не заботилась о роскоши, придворная деятельность и интриги были её жизнью.

## При дворе
В 1727 году Аграфена Петровна, возглавлявшая оппозиционный князю Меньшикову кружок, оказалась вовлечённой в дело Девиера—Толстого. Членами кружка были: воспитатель великого князя Петра Семён Маврин, кабинет-секретарь Иван Черкасов, советник Военной коллегии Егор Пашков, сенатор Нелединский, секретарь Исаак Павлович Веселовский, Абрам Петрович Ганнибал, боявшиеся усиления власти светлейшего князя. Сама княгиня к тому же мечтала о чине обер-гофмейстерины в штате великой княжны Натальи. Алексей Бестужев писал сестре: 
Как к Рабутину отсюда писано, так и к венскому двору, дабы он, Рабутин, инструирован был стараться о вас, чтобы вам при государыне великой княжне цесарского высочества обер-гофмейстериной быть… Вы извольте согласно с помянутым Рабутином о том стараться.
 Но Рабутин скончался, а интрига была раскрыта. В доме Волконской была поставлена стража, а ей самой — запрещён приезд ко двору. Надеясь на смягчение своей участи, княгиня на вопросы Е.Пашкова сообщила: 
… Толстой говорил, якобы его светлость делает все дела по своему хотению, не взирая на права государственные, без совета, и многие чинит непорядки, о чём он, Толстой, хочет доносить ея императорскому величеству и ищет давно времени, но его светлость беспрестанно во дворце, чего ради какового случая он, Толстой, сыскать не может

Ухудшив своими показаниями положение графа Толстого, себя княгиня спасти не смогла. 2 мая 1727 года ей было приказано покинуть двор: 
Сего числа дана дорожная княгине Волконской до Москвы и объявлено, что ея императорское величество указала ей жить в Москве или в деревнях своих, а далее никуда не ездить.
С падением Меншикова у княгини Волконской появилась возможность вернуться ко двору императора Петра II, обратившись к заступничеству Евдокии Фёдоровны или Анны Иоанновны.
Отец Аграфены Петровны был русским резидентом в Курляндии и обер-гофмейстером двора Анны Иоанновны, а по некоторым данным и её любовником. Сама Волконская пользовалась дружеским отношением курляндской герцогини. Однако по желанию Меншикова Бестужев был отозван из Митавы, а в 1727 году место фаворита было занято Бироном. Бестужев писал дочери: 
Я в несносной печали, едва во мне дух держится, что чрез злых людей друг мой сердечный от меня отменился, а ваш друг (Бирон) более в кредите остался…
 Княгиня Волконская приняла в делах отца самое деятельное участие, за что была обвинена в «предерзостях» и получила приказание вновь жить в деревне. Вскоре поступил донос о том, что Аграфена Петровна тайно ездит в Москву и ведёт переписку с отцом. При проведённом обыске были найдены письма, в которых Бестужев неуважительно отзывался о Бироне, а сама княгиня называла того «каналией» и просила кузена Фёдора Талызина: 
В слободе побывай и поговори о известной персоне, чтоб сколько возможно и где того каналью рекомендовал курляндца, а он уже от меня слышал и проведал бы от канальи каких происков к моему родителю, понеже ему легко можно знать от Александра и чтоб поразгласил о нём, где пристойно, что он за человек.
 10 мая 1728 года Верховный тайный совет обвинил княгиню в том, что она и её родственники при царском дворе делали интриги и «теми интригами искали для собственной пользы причинить при дворе беспокойство и, дабы то своё намерение сильнее в действо произвесть могли, искали себе помощи чрез венский двор и так хотели вмешать постороннего государя в домовые его императорского величества дела, и в такой их, Волконской и брата её Алексея, откровенности может быть, что они сообщали тем чужестранным министрам и о внутренних здешнего государства делах, сверх же того, проведовали о делах и словах Верховного тайного совета».
Аграфену Петровну сослали в Введенский Тихвинский монастырь. Первое время пребывание княгини в монастыре было довольно сносным: она пользовалась относительной свободой, могла принимать посетителей и переписываться с родными. Но в августе 1728 Анна Иоанновна под влиянием Бирона вновь пожаловалась в Москву, что Бестужев «её расхитил и в великие долги привёл». Дело тянулось несколько месяцев. За это время юный император Пётр II скончался, и 25 февраля (7 марта) 1730 года герцогиня Анна Иоанновна стала российской императрицей. Положение Бестужевых сильно ухудшилось. Лишь братья — Алексей и Михаил — избежали наказания. Пётр Бестужев был сослан на житьё в дальние деревни, Аграфена Петровна содержалась под крепким караулом в Тихвинском монастыре, ей были запрещены встречи и переписка с родными. Её муж, стольник Никита Фёдорович Волконский, был определён в шуты «по давнешней злобе к жене его Аграфене Петровне».
Княгиня Аграфена Петровна Волконская не смогла долго переносить тяжесть ссылки и скончалась в 1732 году.

## Брак и дети
Аграфена Петровна Бестужева стала супругой князя Никиты Фёдоровича Волконского, сына воеводы Фёдора Львовича Волконского и Екатерины Ильиничны, урождённой Милославской. В браке родились трое сыновей и две дочери:
- Михаил (1713—1788) — генерал-аншеф, главнокомандующий в Москве;
- Алексей (ум. 1781) — генерал-майор;
- Анна (ум.11.04.1756) — супруга Дмитрия Петровича Лобкова (1717-1762), директора Императорской шпалерной мануфактуры[7]; их дочь знаменитая Настасья Офросимова.
- Другая дочь — супруга генерал-поручика Ивана Петровича Леонтьева.

## В литературе
- Карнович Е. П. «Придворное кружево» (1885)
- Волконский М. Н. «Князь Никита Фёдорович» (1891)